# Nocardia asteroides
Nocardia asteroides is een bacteriesoort behorende tot het geslacht Nocardia en valt onder de Nocardiaceae. Het is een gram-positieve, facultatief aerobe staafvormige bacterie. Het is een pathogene (ziekmakende) bacterie met een lage virulentie, die opportunistisch optreedt met mogelijk de ziekte nocardiose tot gevolg.

## Besmetting
De wijze van besmetting gebeurt in een meerderheid van de gevallen (80%) door een invasieve longbesmetting door middel van inademing via de luchtwegen en in een kleine minderheid van de gevallen (20%) door cellulitis. In dit geval is er sprake van een verwonding die besmet raakt met voorgenoemde bacterie, zoals bij het prikken aan een doorn.

## Ziekte
Nocardiose, een ernstige systemische en opportunistische infectie die zich veelal manifesteert door een pneumonie die zich vervolgens uitbreidt naar de pleuraholte.